# Die Insel der Krebse
Die Insel der Krebse ist ein westdeutscher Science-Fiction-Fernsehfilm von Gerhard Schmidt nach dem gleichnamigen Roman von Anatoli Dneprow. Die Hauptrollen sind mit Gerd Baltus (Dr. Tourenne) und Margot Werner (Pat) besetzt. Die Erstausstrahlung erfolgte am 11. November 1975 um 19.30h im ZDF.

## Handlung
Der Futurologe Tourenne hat aus Sorge um die Überbevölkerung und Ressourcenknappheit der Erde ein Konzept entwickelt, mit dem durch die totale Rationalisierung des Menschen sein extensives Konsumverhalten eingeschränkt werden soll. In einer Fernsehsendung trifft er auf die Journalistin Pat, die seine Thesen schärfstens als darwinistisch kritisiert und ihn mit Adolf Hitler vergleicht. Tourenne verteidigt sich: Er will keine Experimente mit Menschen durchführen, sondern mit Robotern, die sich selbst reproduzieren und durch eigene Auslese selbst optimieren sollen.
An diesem Projekt hat die „Atlantis“-Gesellschaft großes Interesse. Tatsächlich ist „Atlantis“ entgegen dem äußeren Anschein aufs engste mit dem Militär verbunden. Atlantis-Chef Wamsler gewinnt einen General für den Plan, ein Experiment Tourennes finanziell zu unterstützen. Der General sieht in Tourennes Konzept die Möglichkeit, sich selbst reproduzierende Kampfmaschinen hinter der Front einzusetzen, die die Infrastruktur des Gegners zerstören kann.
„Atlantis“ ermöglicht Tourenne sein Experiment auf einer abgelegenen und unbewohnten SüdseeInsel. Er wird von Pat begleitet, die vorgibt, das Experiment objektiv begleiten zu wollen, tatsächlich aber aus humanistischen Gründen dessen Sabotage plant. Für die Logistik auf der Insel sorgt der Abenteurer Jim als „Mädchen für alles“. Tourennes Experimentalroboter ist eine Maschine in Krebsform. Um sich selbst reproduzieren zu können, werden von den Dreien Metallteile auf der Insel verteilt, die dem Roboter als „Nahrung“ dienen sollen.
Als das Experiment zu gelingen scheint, überredet Pat Jim zur Sabotage. Nachts werfen sie die vergrabenen Metallteile ins Meer, wohin die sich schnell vermehrenden krebsähnlichen Roboter aufgrund des Salzwassers nicht folgen können. Da die Roboter jedoch auf Reproduktion programmiert sind, machen sie sich über alle Metallteile auf der Insel bis hin zu den Reißverschlüssen der Bekleidung der Drei her. Schließlich ist nur noch ein Ring an Pats Finger übrig, der sich nicht ablösen lässt. Sie fliehen auf eine Klippe im Wasser, wohin ihnen die Roboter nicht folgen können.
Wamsler und der General haben das Experiment von einem Kriegsschiff aus beobachtet. Als sie sehen, dass es gescheitert ist, brechen sie die Beobachtung ab und überlassen die Drei ihrem Schicksal. Doch inzwischen interessieren sich zwei Bosse eines zivilen Konzerns für das Projekt und beobachten die Insel von einer Privatyacht aus. Die Bosse sehen in dem Experiment eine Gefahr, denn ein vernünftiger Mensch, der nur noch das konsumiert bzw. kauft, was er wirklich benötigt, würde das Ende des Konzerns bedeuten. Die Drei werden von ihnen zwar per Hubschrauber gerettet, zwingen jedoch Tourenne und Pat, das Experiment auf einer anderen Insel fortzusetzen, wo der Konzern einen neuen „Krebsroboter“ zur Verfügung stellt …

## Produktionsnotizen
Die Dreharbeiten fanden unter anderem auf der kanarischen Insel Fuerteventura statt. Die Modelle der krebsartigen Roboter hatten eine Länge von 60 cm bis zu fünf Metern. Die Spezialeffekte stammen von Norbert Scherer.

## Kritik
„Eine durchaus sehenswerte Parabel auf den Militarismus.“ (Hahn/Jansen, S. 270.)

## Trivia
Die Nachnamen der Protagonisten „Tourenne“ und „Wamsler“ stammen aus der Fernsehserie Raumpatrouille von 1966, wo Tourenne als größenwahnsinniger Wissenschaftler und Wamsler als General auftreten. Drehbuchautor Storz war unter dem Sammelpseudonym „W. G. Larsen“ auch an den Drehbüchern von „Raumpatrouille“ beteiligt gewesen.

## Überlieferung
Eine DVD-Edition von Studio Hamburg Enterprises erschien 2017.